# Josh Samman
Josh Samman (14 de março de 1988 – 5 de outubro de 2016) foi um lutador estadunidense de Mixed Martial Arts que competia na categoria Peso Médio do Ultimate Fighting Championship.

## Carreira no MMA

### Início no MMA
Após realizar algumas lutas no MMA amador no ano de 2006, em 2007 Samman fez sua estreia no MMA profissional. Ao longo dos próximos cinco anos, ele compilou um cartel de 9 vitórias e 2 derrotas antes de se juntar ao elenco de The Ultimate Fighter.

### The Ultimate Fighter
Em janeiro de 2013, Samman foi relacionado para participar do The Ultimate Fighter: Team Jones vs. Team Sonnen. Ele venceu sua luta preliminar contra Lou Bercier por nocaute técnico no primeiro round. No entanto, ele atraiu os desdém de ambos os técnicos por causa de sua performance exibicionista e um tanto arrogante durante a luta. Ele foi a segunda escolha do time liderado por Jon Jones.
Na rodada seguinte, Samman derrotou Tor Troéng por nocaute técnico. Nas quartas de final, Samman derrotou Jimmy Quinlan por finalização no primeiro round. Nas semi finais, ele enfrentou o eventual campeão do reality show, Kelvin Gastelum. Apesar de ser o favorito para ambos os treinadores, Samman foi rapidamente derrubado e logo em seguida finalizado ainda no primeiro round.

### Ultimate Fighting Championship
Em 9 de abril de 2013, Samman fez sua estreia na organização contra seu companheiro de TUF, Kevin Casey, no The Ultimate Fighter 17 Finale. Samman venceu por nocaute técnico no segundo round.
Samman era esperado para substituir Nick Ring contra o vice-campeão do TUF 17, Uriah Hall no UFC Fight Night: Shogun vs. Sonnen. No entanto, ele foi obrigado a deixar o card após sofrer uma lesão.
Samman era esperado para enfrentar Caio Magalhães no UFC on Fox: Werdum vs. Browne mas foi forçado a deixar o card após sofrer uma ruptura no tendão da mão esquerda.
Samman enfrentou o campeão do TUF 20, Eddie Gordon em 6 de dezembro de 2014 no UFC 181. Ele venceu a luta por nocaute com um chute na cabeça no segundo round.
Samman novamente foi colocado para enfrentar para enfrentar Caio Magalhães em 12 de julho de 2015 no TUF 21 Finale. Ele venceu a luta por finalização com um mata leão no primeiro round.
Samman enfrentou o estreante Tamdan McCory em 19 de dezembro de 2015 no UFC on Fox: dos Anjos vs. Cerrone II. Ele foi derrotado por finalização com um triângulo no terceiro round.
Samman enfrentou o compatriota Tim Boetsch em 13 de julho de 2016 no UFC Fight Night: McDonald vs. Lineker. Ele foi derrotado por nocaute socos no segundo round.
Em 29 de setembro de 2016, Josh Samman foi encontrado desacordado em seu apartamento, levado ao hospital, entrou em estado de coma e sua morte foi confirmada em 5 de outubro de 2016.

## Cartel no MMA
| Cartel no MMA   |             |            |
| 16 lutas        | 12 vitórias | 4 derrotas |
| Por nocaute     | 7           | 1          |
| Por finalização | 4           | 2          |
| Por decisão     | 1           | 1          |
| Empates         | 0           | 0          |

| Res.    | Cartel | Oponente         | Método                        | Evento                                               | Data       | Round | Tempo | Local                      | Notas                 |
| ------- | ------ | ---------------- | ----------------------------- | ---------------------------------------------------- | ---------- | ----- | ----- | -------------------------- | --------------------- |
| Derrota | 12-4   | Tim Boetsch      | Nocaute Técnico (socos)       | UFC Fight Night: McDonald vs. Lineker                | 13/07/2016 | 2     | 3:49  | Sioux Falls, Dakota do Sul |                       |
| Derrota | 12-3   | Tamdan McCrory   | Finalização (triângulo)       | UFC on Fox: dos Anjos vs. Cerrone II                 | 19/12/2015 | 3     | 4:10  | Orlando, Florida           |                       |
| Vitória | 12-2   | Caio Magalhães   | Finalização (mata leão)       | TUF 21 Finale                                        | 12/07/2015 | 1     | 2:52  | Las Vegas, Nevada          | Performance da Noite. |
| Vitória | 11-2   | Eddie Gordon     | Nocaute (chute na cabeça)     | UFC 181: Hendricks vs. Lawler II                     | 06/12/2014 | 2     | 3:08  | Las Vegas, Nevada          | Performance da Noite. |
| Vitória | 10–2   | Kevin Casey      | Nocaute Técnico (joelhadas)   | The Ultimate Fighter 17 Finale                       | 13/04/2013 | 2     | 3:37  | Las Vegas, Nevada          |                       |
| Vitória | 9–2    | Mikey Gomez      | Finalização (socos)           | XFC 16                                               | 10/02/2012 | 2     | 2:17  | Knoxville, Tennessee       |                       |
| Derrota | 8–2    | Dan Cramer       | Decisão (unânime)             | Bellator 46                                          | 25/06/2011 | 3     | 5:00  | Hollywood, Flórida         |                       |
| Vitória | 8–1    | John Walsh       | Nocaute Técnico (socos)       | Moon Management - Ubersmash 4                        | 28/08/2010 | 1     | 1:19  | Tallahassee, Flórida       |                       |
| Vitória | 7–1    | David Baggett    | Finalização (triângulo)       | Moon Management - Ubersmash 3                        | 24/04/2010 | 1     | 1:20  | Tallahassee, Flórida       |                       |
| Vitória | 6–1    | Chris Cope       | Nocaute (socos)               | Moon Management - Ubersmash 2                        | 23/01/2010 | 1     | N/A   | Tallahassee, Flórida       |                       |
| Vitória | 5–1    | Colby McMahon    | Nocaute Técnico (socos)       | Moon Management - Ubersmash 1                        | 03/10/2009 | 1     | 2:23  | Tallahassee, Flórida       |                       |
| Vitória | 4–1    | Ryan Hodge       | Finalização (estrangulamento) | WWCF - Blood War                                     | 29/11/2008 | 2     | 2:41  | Ormond Beach, Flórida      |                       |
| Derrota | 3–1    | John Walsh       | Finalização (katagatame)      | ISCF - Unleashed                                     | 28/03/2008 | 1     | 0:48  | Carolina do Norte          |                       |
| Vitória | 3–0    | Michael Shoffner | Nocaute Técnico (socos)       | Reality Combat Championship 2 - The Second Encounter | 01/03/2008 | 1     | 1:24  | Jacksonville, Florida      |                       |
| Vitória | 2–0    | Michael Adams    | Nocaute Técnico (socos)       | ISCF - Winnersville Wars                             | 15/09/2007 | 2     | 0:52  | Valdosta, Georgia          |                       |
| Vitória | 1–0    | Travis Miller    | Decisão (unânime)             | RCC - Reality Combat Championship 1                  | 28/04/2007 | 3     | 5:00  | Jacksonville, Flórida      |                       |